# Balaka longirostris
Espèce
Synonymes
- Balaka leprosa A.C.Sm.[1]

Statut de conservation UICN

 LC  : Préoccupation mineure
Balaka longirostris est une espèce de plantes du genre Balaka de la famille des Arecaceae.